# Edwin Kiptoo
Edwin Kiprop Kiptoo (14 augustus 1993) is een Keniaanse atleet, die is gespecialiseerd in de lange afstand.

## Loopbaan
In 2012 won Kiptoo de halve marathon van Bath en in 2013 de halve marathon van Zwolle. Hij geniet in Nederland met name bekendheid wegens zijn overwinningen in 2015 en 2016 bij de Dam tot Damloop en in 2018 tijdens de halve marathon van Egmond. In 2015 werd hij derde bij de City-Pier-City Loop in een snelle tijd van 59.34,6 en in 2017 tweede. In 2019 werd hij tweede in de Zevenheuvelenloop.

## Persoonlijke records
| Onderdeel      | Prestatie | Datum             | Plaats    |
| -------------- | --------- | ----------------- | --------- |
| 10.000 m       | 29.13,3   | 18 mei 2017       | Nairobi   |
| 10 km          | 27.52     | 7 september 2014  | Tilburg   |
| 15 km          | 41.51     | 17 november 2019  | Nijmegen  |
| 10 Eng. mijl   | 45.25     | 18 september 2016 | Amsterdam |
| 20 km          | 56.27     | 8 maart 2015      | Den Haag  |
| halve marathon | 59.26     | 29 november 2015  | New Delhi |
| marathon       | 2:06.52   | 24 april 2022     | Hamburg   |

## Palmares

### 5000 m
- 2016:  Demosthenes de Almeida in Luanda - 14.08,06

### 10 km
- 2014:  Leiden - 28.34
- 2014:  Hague Royal - 28.07
- 2014: 5e Corrida de São Silvestre in Luanda - 28.53
- 2015:  TCS World in Bangalore - 28.20
- 2015: 4e Corrida de São Silvestre in Luanda - 28.52
- 2017:  TCS World in Bangalore - 28.26

### 15 km
- 2019:  Zevenheuvelenloop - 41.51

### 10 Eng. mijl
- 2014:  Tilburg Ten Miles - 45.51
- 2015:  Dam tot Damloop - 45.19
- 2016:  Dam tot Damloop - 45.25
- 2017: 4e Dam tot Damloop - 45.53

### halve marathon
- 2012:  halve marathon van Bath - 1:02.01
- 2013:  halve marathon van Zwolle - 1:01.19
- 2014: 7e halve marathon van Valencia - 1:01.13
- 2015: 4e halve marathon van Ras al-Khaimah - 1:00.11
- 2015:  City-Pier-City Loop - 59.34,6
- 2015: 4e halve marathon van New Delhi - 59.26
- 2016: 7e halve marathon van Ras al-Khaimah - 1:01.00
- 2016: 9e WK in Cardiff - 1:01.21
- 2016:  halve marathon van Zwolle - 1:02.02
- 2017:  City-Pier-City Loop - 59.59
- 2017:  halve marathon van Hamburg - 1:01.25
- 2017:  Bredase Singelloop - 1:00.42
- 2017: 7e halve marathon van New Delhi - 1:00.06
- 2018:  halve marathon van Egmond - 1:02.36
- 2018: 7e halve marathon van Ras al-Khaimah - 59.54
- 2018: 6e halve marathon van Kopenhagen - 59.28
- 2019: 12e halve marathon van Ras al-Khaimah - 1:00.20
- 2019: 6e halve marathon van Lissabon - 59.57
- 2019: 4e halve marathon van Kopenhagen - 59.27
- 2020: 12e halve marathon van Ras al-Khaimah - 1:01.05

### marathon
- 2019:  marathon van Madrid - 2:10.17
- 2022: 7e marathon van Hamburg - 2:06.52
- 2022:  marathon van Buenos Aires - 2:09.32
- 2023:  marathon van Leiden - 2:12.42
- 2023:  marathon van Athene - 2:10.34
- 2023: 8e Marathon van Eindhoven - 2:14.20
- 2024: 8e Marathon van Eindhoven - 2:10.24